# La tentazione e il peccato
La tentazione e il peccato (Out of Season) è un film del 1975 diretto da Alan Bridges.
Il film è stato presentato in concorso alla 25ª edizione del Festival internazionale del cinema di Berlino (1975).